# Tomás Garrido Canabal, Jalpa de Méndez
Tomás Garrido Canabal är en ort i Mexiko.   Den ligger i kommunen Jalpa de Méndez och delstaten Tabasco, i den sydöstra delen av landet, 700 km öster om huvudstaden Mexico City. Tomás Garrido Canabal ligger 10 meter över havet och antalet invånare är 398.
Terrängen runt Tomás Garrido Canabal är mycket platt. Runt Tomás Garrido Canabal är det ganska tätbefolkat, med 166 invånare per kvadratkilometer. Närmaste större samhälle är Jalpa de Méndez, 1,6 km öster om Tomás Garrido Canabal. Trakten runt Tomás Garrido Canabal består till största delen av jordbruksmark.